# Любите женщин
«Любите женщин» — второй студийный альбом музыкальной группы «Игра слов», выпущенный в марте 2007 года на лейбле Velvet Music.

## Об альбоме
Второй альбом поп-рэп группы «Игра слов», основанной Андреем Семашко и Стасом Рублёвым, продолжил направление, выбранное на первой пластинке коллектива. Музыканты исполняли пародийные композиции, высмеивая злободневные темы. На втором альбоме также стало известно о том, кто исполняет женскую вокальную партию — Мила Ягудина. Её голос стал чаще выходить на первый план, оставляя на фоне рэп-речитатив Семашко и Рублёва.

## Рецензии
Ну кто сейчас делает пластинки из десяти хитов — если будет хотя бы три, этого за глаза хватит. И когда мы положим на условные весы удачные моменты второго альбома «Игры слов» — эта гирька перевесит перечисленные выше невнятицы.
— Алексей Мажаев, InterMedia

## Список композиций
| №   | Название                                         | Музыка                  | Длительность |
| --- | ------------------------------------------------ | ----------------------- | ------------ |
| 1.  | «На банане» (текст А. Семашко)                   | П. Мориа, Э. Черкезов   | 3:36         |
| 2.  | «Для тебя» (текст В. Валов)                      | В. Валов                | 3:46         |
| 3.  | «Face control» (текст А. Семашко, В. Валов)      | В. Валов, А. Краснов    | 3:37         |
| 4.  | «Любовь на колесах» (текст А. Семашко, В. Валов) | А. Краснов              | 3:36         |
| 5.  | «Жасмин» (текст В. Валов)                        | В. Валов, А. Краснов    | 4:12         |
| 6.  | «Мария Шарапова» (текст А. Семашко)              | Э. Черкезов             | 3:27         |
| 7.  | «Куба» (текст А. Семашко)                        | А. Краснов              | 3:49         |
| 8.  | «Водитель лимузина» (текст А. Краснов)           | А. Краснов              | 3:46         |
| 9.  | «Снежная баба» (текст А. Семашко, В. Валов)      | В. Валов, Р. Синцов     | 3:48         |
| 10. | «Кутила» (текст А. Семашко)                      | Э. Черкезов, Е. Решетов | 3:37         |
| 11. | «Кличко» (текст А. Семашко)                      | А. Краснов              | 3:51         |
| 12. | «Маски» (текст А. Семашко, В. Валов)             | В. Гуревич              | 3:43         |

| №   | Название                                             | Музыка        | Длительность |
| --- | ---------------------------------------------------- | ------------- | ------------ |
| 13. | «На банане Марк Васильев» (текст А. Семашко)         | Марк Васильев | 3:57         |
| 14. | «Маски (DJ Sasha Vibe)» (текст А. Семашко, В. Валов) | DJ Sasha Vibe | 5:12         |

| №   | Название       | Режиссёр   | Длительность |
| --- | -------------- | ---------- | ------------ |
| 15. | «Face control» | Е. Курицын | 3:57         |